# Тампико (аэропорт)
Международный аэропорт имени Генерала Хавьера Мина (исп. Aeropuerto Internacional General Francisco Javier Mina, (ИАТА: TAM, ИКАО: MMTM), также Международный аэропорт Тампико — международный аэропорт, расположенный в Тампико, Тамаулипас, Мексика. Аэропорт назван в честь генерала Франсиско Хавьера Мина, один из участников войны за независимость Мексики. Кроме Тампико аэропорт также обслуживает города Сьюдад-Мадеро и Альтамира.

## Информация
В 1920-х годах авиакомпания Mexicana совершила первый полет между Тампико и Мехико, перелет был осуществленный пилотом Уильямом Лэнти Мэллори на самолете Lincoln Standard. 
Согласно данным, опубликованным Centro Norte Airport Group, в 2019 году Tampico принял 739 143 пассажира, а в 2020 году - 270 835 пассажиров.
Аэропорт был назван именем Франсиско Хавьера Мина, героя войны за независимость Мексики от Испании.

## Пассажиропоток
Данные из запроса в Викиданные.

## Галерея

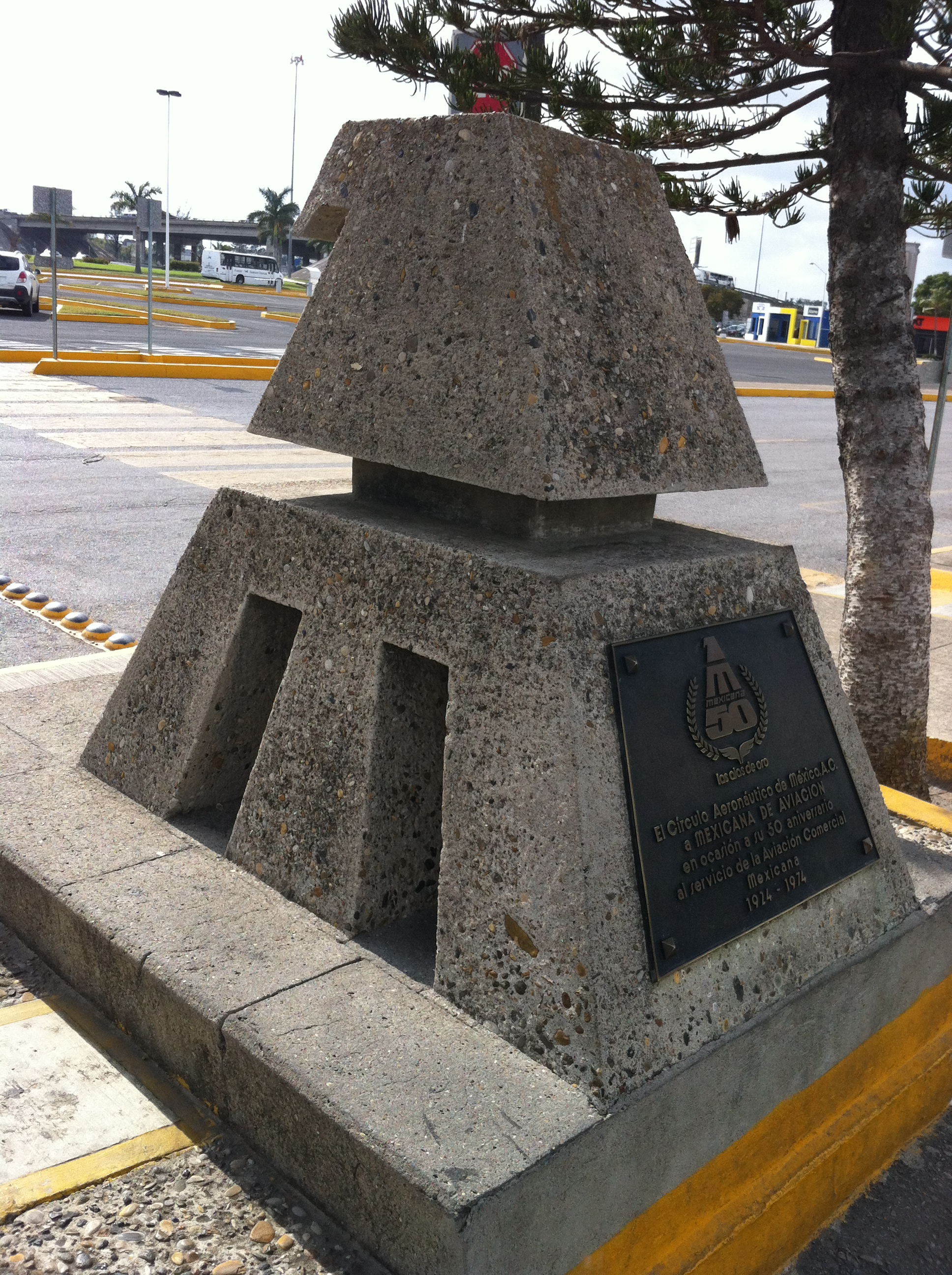
Монумент в честь 50-летия компании Mexicana.
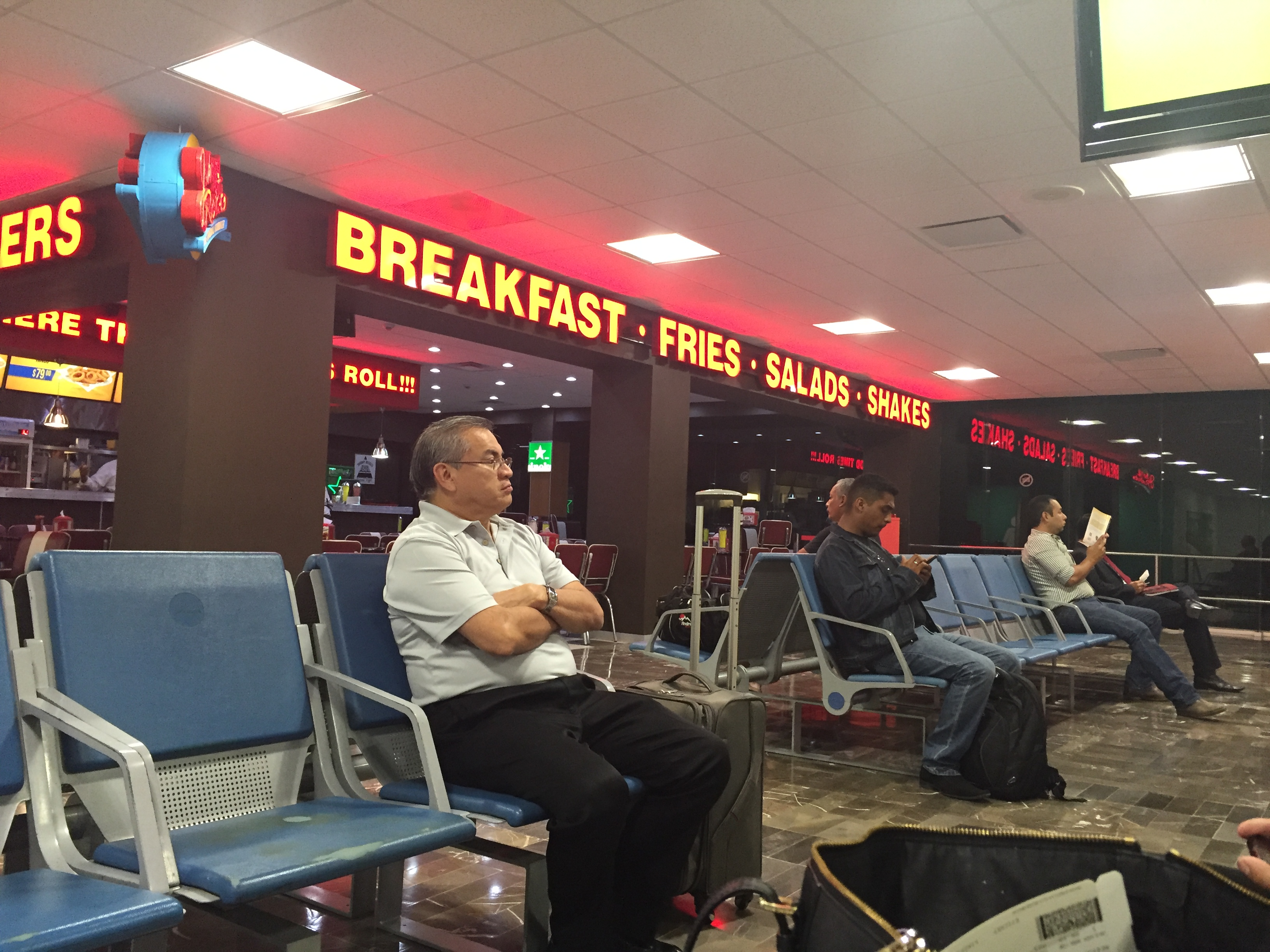
Ресторан в аэропорту.
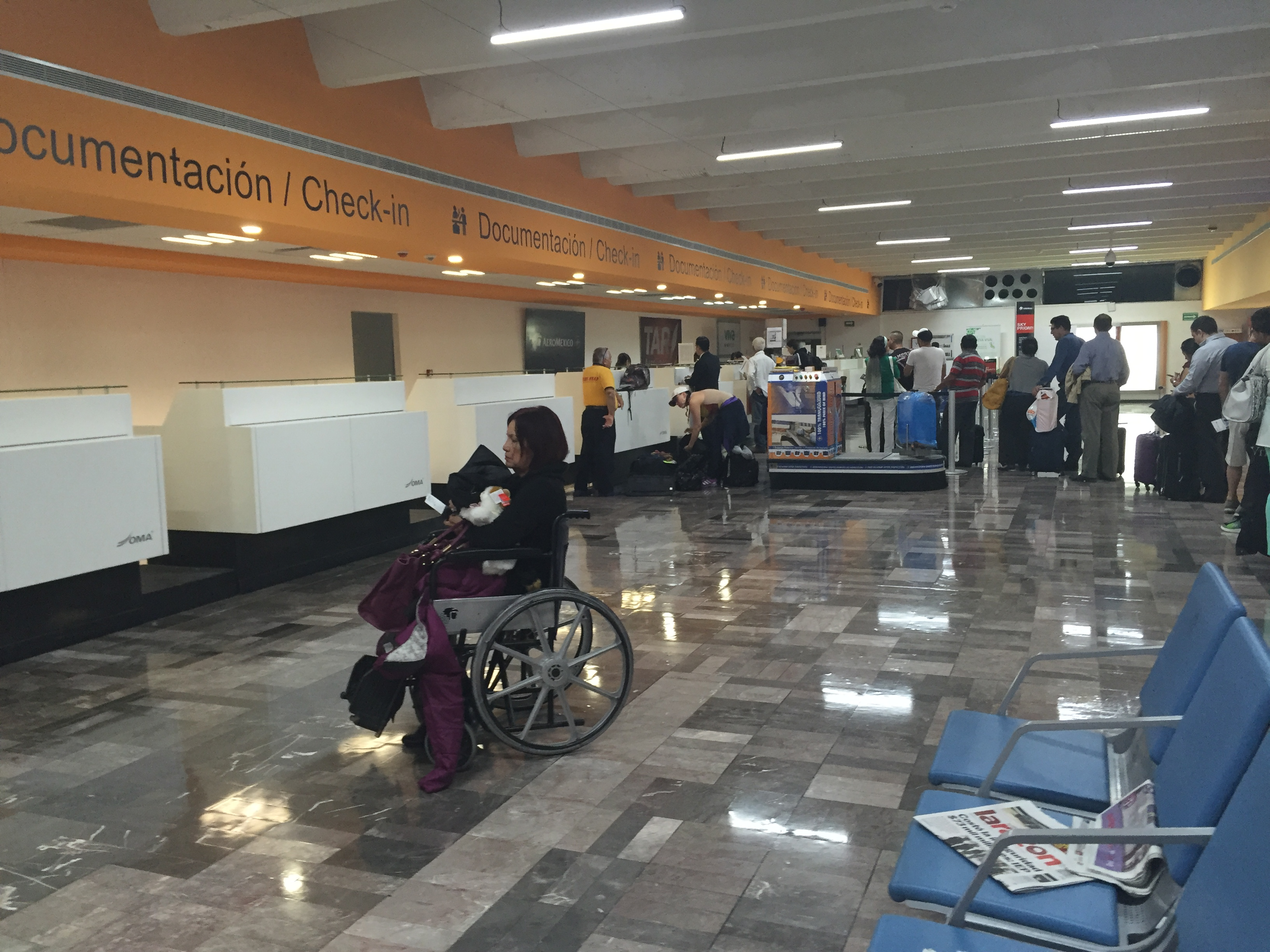
Зал регистрации.
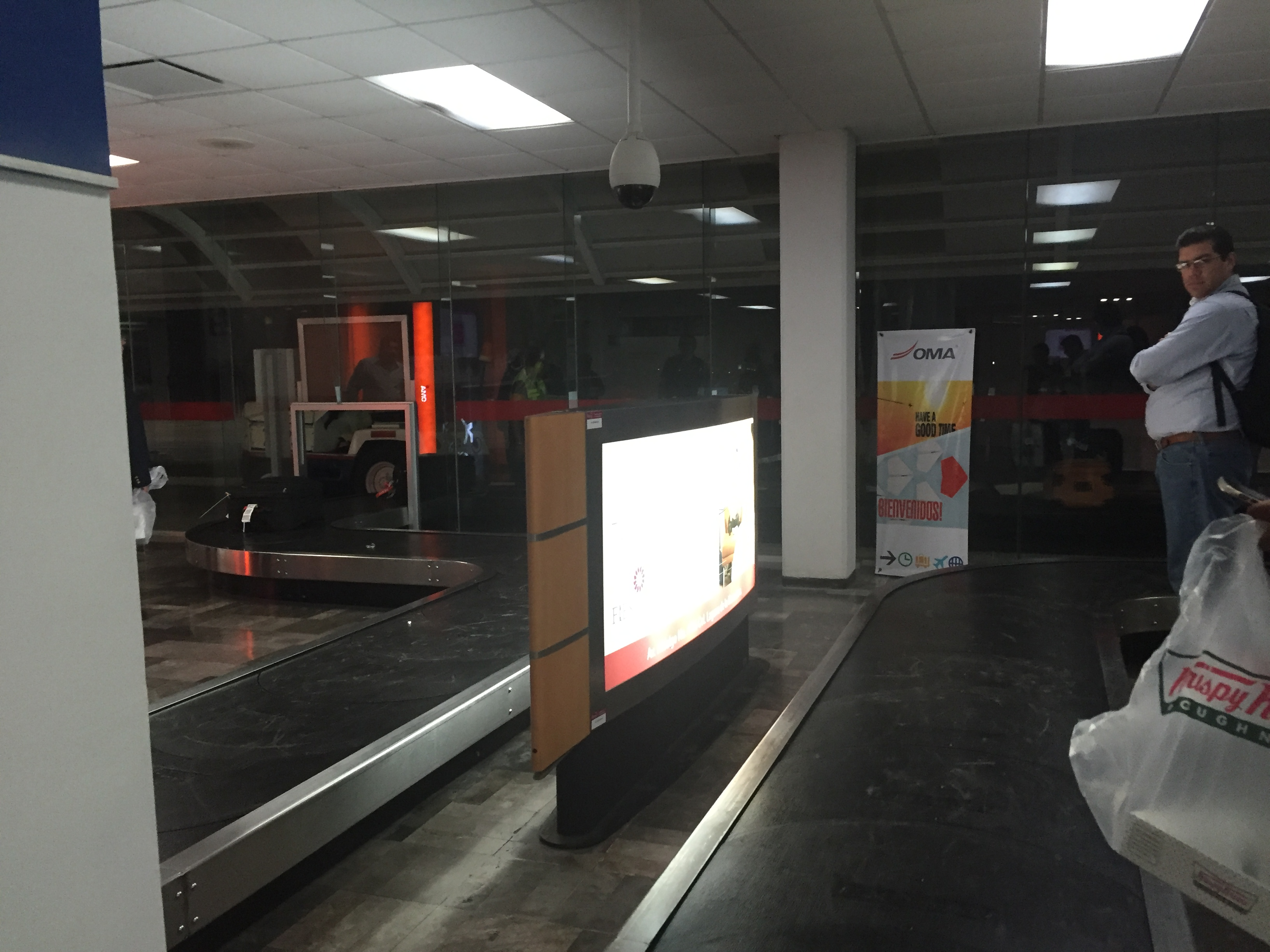
Багажные ленты.
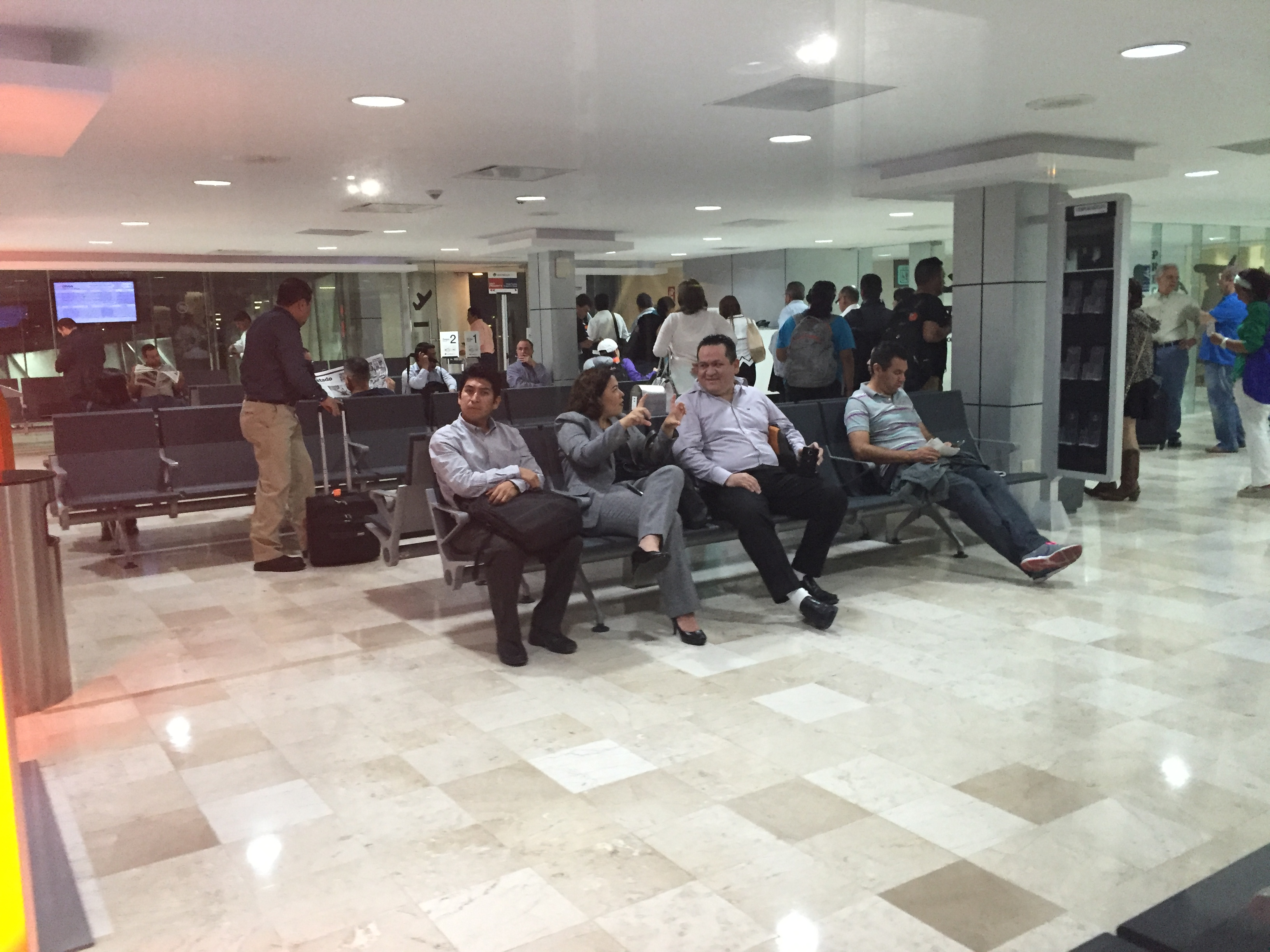
Зал ожидания.
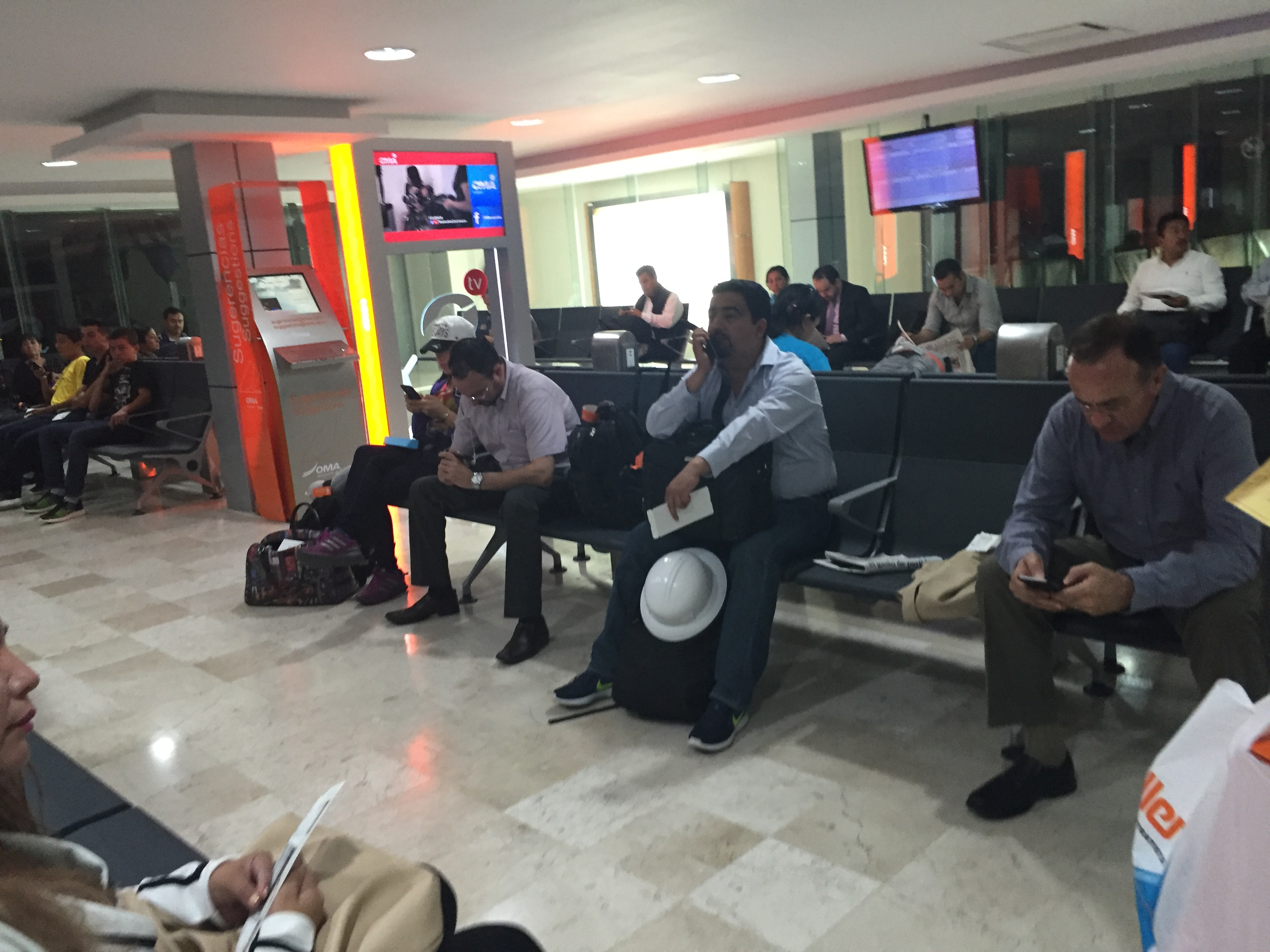
Зал ожидания.